# Jorge Sánchez Martín
Jorge Sánchez Martín (Barcelona, 1963) és un gestor esportiu i professor universitari català.
Llicenciat en Educació Física per l'INEFC Barcelona, i Màster en Administració i Direcció d'Empreses (MBA Interuniversitari).
Ha tingut un ampli coneixement del sector esportiu, desenvolupant tasques de tècnic, formador de tècnics i docents, gestor i formador de gestors. Inicià la seva trajectòria a l'Escola Esportiva Brafa, com a professor, època en què escriu els seus primers articles, que versaven sobre metodologia i didàctica de l'ensenyament esportiu. S'incorpora a Sports Quality International, entitat en la qual s'inicia com a formador de formadors. D'allà passa a la direcció de centres esportius, com Gimnàs Lleure, i posteriorment, a la direcció de projectes empresarials, primer a escala local i nacional, amb el Grup Arsenal, i posteriorment, a escala internacional, amb Sports Assistance.
S'especialitzà en gestió d'organitzacions esportives. Ha exercit la docència a la Universitat Autònoma de Barcelona, la Universitat Internacional de Catalunya i l'ESERP Business School. Ha compaginat la seva tasca com a consultor especialitzat en centres esportius, amb la col·laboració en els programes màster de l'INEFC i de la Facultat de Psicologia, Ciències de l'Educació i de l'Esport Blanquerna de la Universitat Ramon Llull.
És membre de l'Associació Espanyola d'Investigació Social Aplicada a l'Esport (AEISAD) des de la seva fundació el 1991, i ha format part de la seva Junta Directiva durant diversos anys.

## Publicacions[1][2]
- Cómo augmentar els ingressos en els centres esportius, sense esprémer els clients (2014)
- La fidelización en los centros deportivos. Diferénciate. Cuida a tus clientes (2013)
- Business & Fitnes. El negocio de los centros deportivos (2011)
- Manual práctico de financiación para entidades deportivas (2004)